# حسگر مولکولی

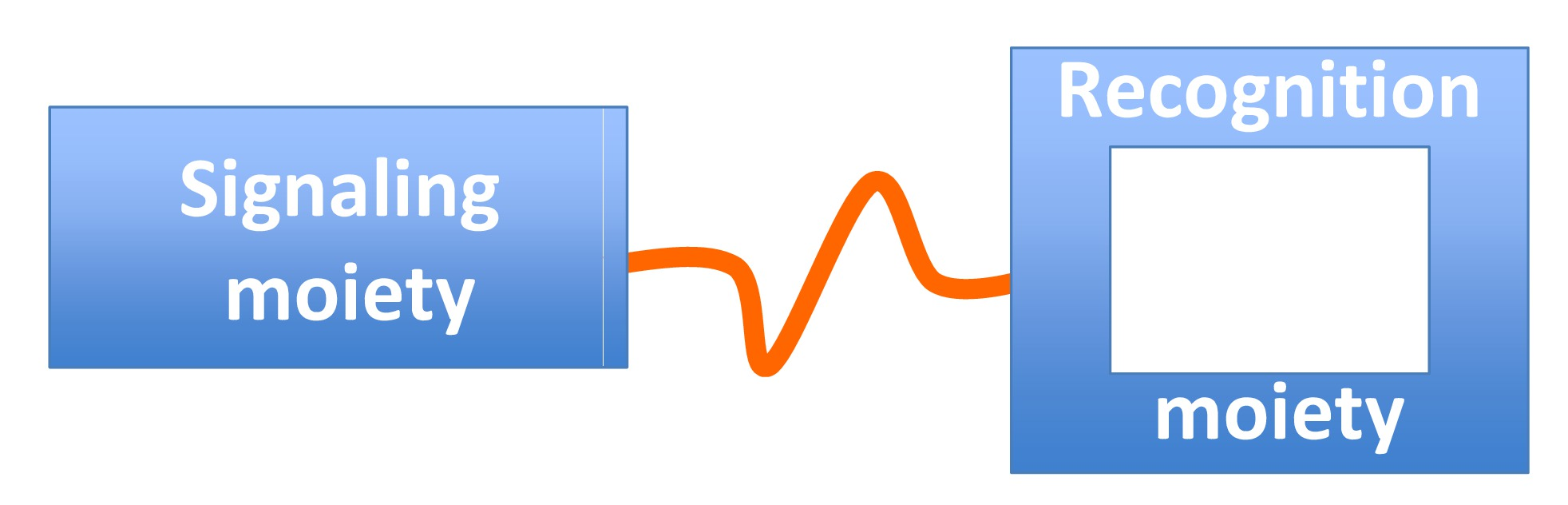
نمای کلی یک حسگر شیمیایی که شامل یک بخش فرستنده سیگنال و یک بخش تشخیص است که به نحوی متصل به یکدیگر است که ارتباط بین دو بخش را تسهیل می‌کند.

یک حسگر مولکولی یا حسگر شیمیایی عبارت است از یک ساختار مولکولی (مجموعه‌های آلی یا غیر آلی) که به منظور تشخیص یک آنالیت برای تولید یک تغییر قابل شناسایی یا یک سیگنال به کار می‌رود. عملکرد یک حسگر شیمیایی، بستگی به فعل و انفعالاتی دارد که در سطح مولکولی رخ می‌دهد، و معمولاً مستلزم نظارت مستمر بر فعالیت یک گونه شیمیایی در یک ماتریس معین نظیر محلول، هوا، خون، بافت، فاضلاب، آب آشامیدنی و غیره است. عملکرد حسگرهای شیمیایی تحت عنوان حسگری شیمیایی نامیده می‌شود، که در واقع نوعی تشخیص مولکولی است. در طراحی همه حسگرهای شیمیایی یک بخش فرستنده سیگنال و یک بخش شناخت وجود دارد که این دو بخش یا به‌طور مستقیم یا از طریق یک نوع اتصال دهنده یا فضاگیر به یکدیگر متصل می‌شوند. این فرایند انتشار سیگنال اغلب از لحاظ نوری (اپتیکی) بر پایه تابش الکترومغناطیسی پی ریزی شده‌است و باعث تغییراتی در نور ماوراء بنفش و جذب مرئی یا خواص انتشار حسگرها می‌شود. حسگرهای شیمیایی همچنین ممکن است اساس الکتروشیمیایی داشته باشند. حسگرهای مولکولی کوچک با حسگرهای شیمیایی مرتبط هستند. با این حال این‌طور تصور می‌شود که این‌ها مولکول‌های دارای ساختاری ساده هستند و منعکس کننده لزوم تشکیل مولکول‌های کی لیت برای ترکیب یون‌ها در شیمی تجزیه می‌باشند. حسگرهای شیمیایی آنالوگ‌های مصنوعی حسگرهای زیستی هستند، اما چنین حسگرهایی ترکیبی از گیرنده بیولوژیکی مانند پادتن‌ها، آپتامرها یا پلیمرهای زیستی بزرگ است.

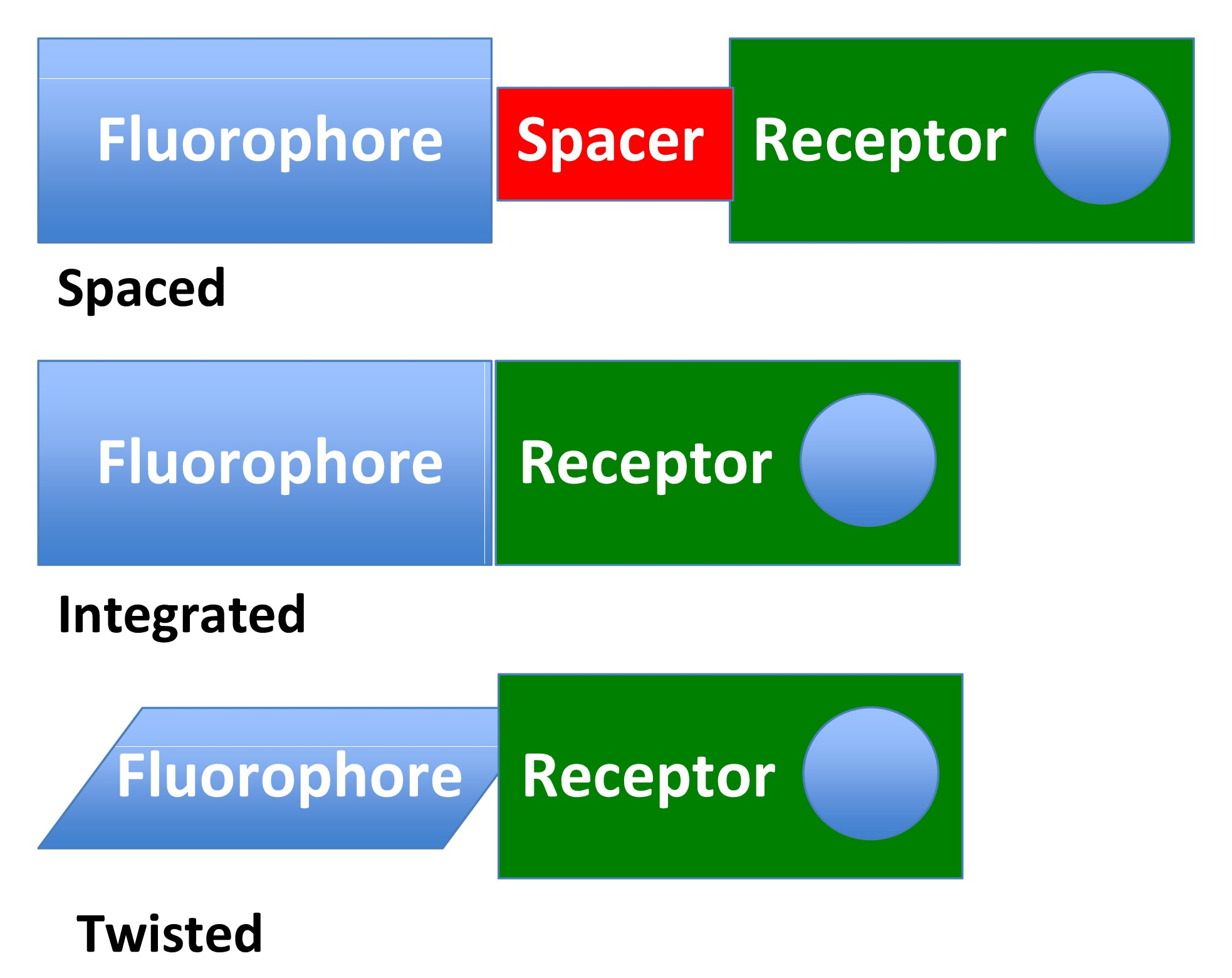
تصویری از مدل‌های معمول استفاده شده در ساخت سنسور.

حسگرهای شیمیایی مولکول‌هایی با منشأ مصنوعی را توصیف می‌کنند که حضور ماده یا انرژی را سیگنال دهی می‌کنند. می‌توان حسگر شیمیایی را به عنوان نوعی ابزار تحلیلی مورد ملاحظه قرار داد. حسگرهای شیمیایی در زندگی روزمره مورد استفاده قرار می‌گیرند و در زمینه‌های مختلفی مانند شیمی، بیوشیمی، ایمنی‌شناسی، فیزیولوژی و غیره و در پزشکی عمومی نظیر مراقبت‌های ویژه در تجزیه و تحلیل نمونه‌های خونی کاربرد دارند. حسگرهای شیمیایی را می‌توان به منظور شناسایی یا سیگنال یک آنالیت واحد یا ترکیبی از این گونه‌ها در محلول طراحی نمود. این کار را می‌توان از طریق یک اندازه‌گیری واحد یا از راه نظارت مستمر به انجام رساند. بخش فرستنده سیگنال به عنوان یک مبدل سیگنال عمل می‌کند که اطلاعات (رویداد شناخت بین حسگر شیمیایی و آنالیت) را به شیوه ای واضح و تکرارپذیر به یک پاسخ نوری تبدیل می‌کند.
اغلب اوقات تغییر (سیگنال) از طریق اندازه‌گیری خواص فیزیکی گوناگون حسگر شیمیایی، همانند ویژگی‌های نوری-فیزیکی که در جذب یا انتشار دیده می‌شود قابل مشاهده است که در آن طول موج‌های متفاوت طیف الکترومغناطیسی به کار برده می‌شود. به این ترتیب، بیشتر حسگرهای شیمیایی یا به عنوان رنگ سنج (حالت زمین) یا با نام تابناک (حالت مضر، فلورسنت یا فسفرسنج) توصیف می‌شوند. حسگرهای شیمیایی رنگ سنج باعث تغییراتی در خواص جذبی (ثبت شده با استفاده از طیف‌سنجی مرئی-ماورای بنفش)، مانند شدت جذب و طول موج یا تغییراتی در کریستال (با استفاده از نور قطبی گرد و طیف‌سنجی سی دی) می‌شوند.
| گیرنده برای انتخاب هپارین |  | گیرنده برای انتخاب تانن |  | گیرنده برای انتخاب سکسیتوکسین |
| اتصال هپارین              |  | اتصال تانیک اسید        |  | اتصال سکسیتوکسین              |

در مقابل، در مورد حسگرهای شیمیایی تابناک، تشخیص یک آنالیت با استفاده از طیف‌سنجی فلورسانس باعث تغییرات طیفی در برانگیختی فلورسانس یا طیف‌های انتشار می‌شود که با استفاده از یک دستگاه فلوریمتر ثبت می‌گردد. چنین تغییراتی در سایر ویژگی‌های حالت برانگیخته مانند بهره کوانتومی فلورسانس و قطبش حسگر شیمیایی و غیره نیز می‌تواند رخ دهد. تشخیص فلورسانس در اکثر طیف‌سنج‌های فلورسانس با غلظت کم (کمتر از 10-6 M) قابل دست یابی می‌باشد. این قابلیت، مزیت کاربرد مستقیم حسگرها در سیستم‌های فیبر نوری را به همراه دارد. نمونه‌هایی از کاربرد حسگرهای شیمیایی عبارتند از: نظارت بر محتوای خون، غلظت مواد مخدر و غیره و نیز نمونه‌های محیطی. یون‌ها و مولکول‌ها در سیستم‌های زیستی و محیطی به وفور وجود دارند و در فرایندهای بیولوژیکی و شیمیایی دخیل هستند. رشد و توسعه حسگرهای شیمیایی مولکولی به عنوان ردیاب‌هایی برای چنین آنالیتهایی، یک تجارت چند میلیارد دلاری سالانه است که هم SMEهای کوچک و هم شرکت‌های بزرگ داروسازی و شیمیایی است.

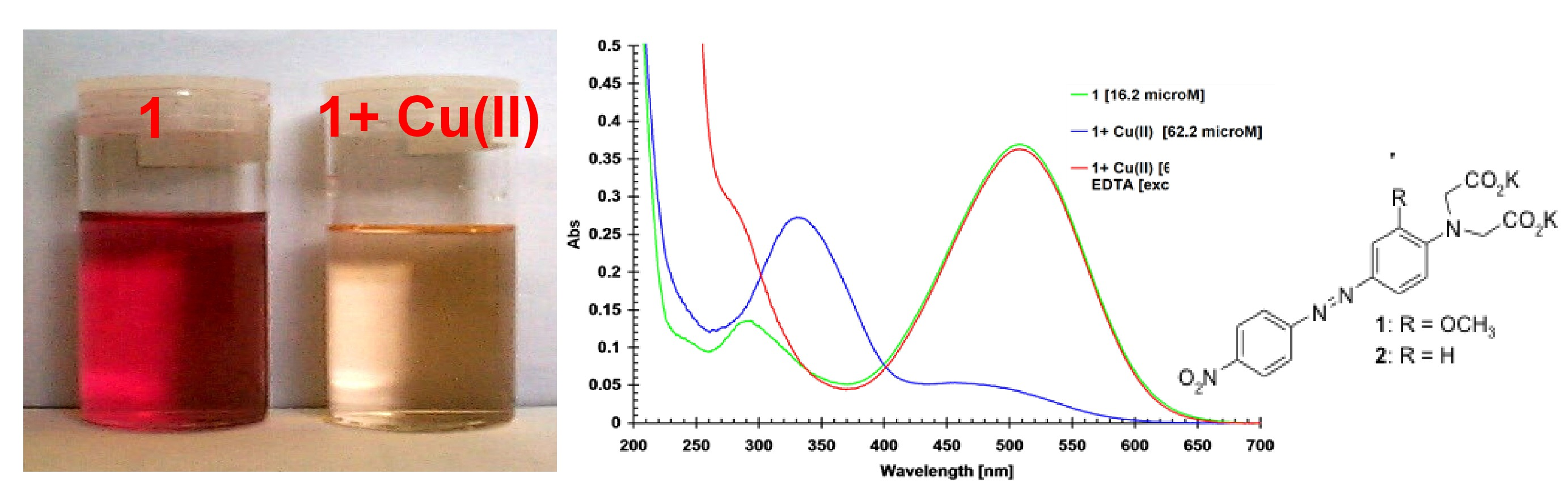
سمت چپ: نمونه ای از تغییر مشاهده شده در رنگ سنجی آزوبنزن مبتنی بر حسگر شیمیایی ۱ در محلول pH 7/4 براساس شناسایی یون مس ..
شناسایی این پدیده از راه تغییر واضح در رنگ که با چشم غیر مسلح نیز قابل مشاهده است اتفاق می‌افتد. سمت راست: تغییرات مشابه در طیف جذب قابل مشاهده uv مربوط به حسگر شیمیایی جهت شناخت Cu (II) (نشان داده شده به رنگ آبی) و مربوط به حسگر آزاد (نشان داده شده به رنگ سبز). این تغییرات پس از افزودن EDTA وارونه می‌شوند و منجر به شکل‌گیری طیف اصلی (نشان داده شده به رنگ قرمز) می‌گردند.

در اوایل حسگرهای شیمیایی برای توصیف ترکیبی از تشخیص مولکولی با نوعی از گزارشگر مورد استفاده قرار گرفتند به گونه ای که حضور یک مهمان (که به آن آنالیت نیز گفته می‌شود) قابل مشاهده باشد. حسگرهای شیمیایی به گونه ای طراحی شده‌اند که دربر دارندهٔ یک بخش فرستنده سیگنال و یک بخش تشخیص مولکولی (که به آن شبکه اتصال یا گیرنده نیز می‌گویند) هستند. ترکیب این اجزا به شیوه‌های مختلفی صورت می‌گیرد از جمله به صورت یکپارچه، به هم پیچیده یا فاصله دار. حسگرهای شیمیایی به عنوان جزء اصلی حوزه تشخیص مولکولی در رشته شیمی فرا مولکولی مورد ملاحظه قرار می‌گیرند که بر تشخیص مولکولی متکی هستند. در حیطهٔ شیمی فرا مولکولی، حسگری شیمیایی نمونه ای از شیمی میزبان-مهماناست که در آن حضور یک مهمان (آنالیت) در محل میزبان (حسگر) منجر به رویداد تشخیص (مانند دریافت) می‌شود که می‌تواند در زمان واقعی بر آن نظارت شود. این امر مستلزم اتصال آنالایت به گیرنده با استفاده از انواع تعامل‌های اتصالی نظیر پیوند هیدروژنی، دوقطبی و تعامل الکترواستاتیک، اثر حلال هراسی، کی لیت فلزات و غیره است. بخش تشخیص یا اتصال دهنده مسئولیت گزینش پذیری و کارایی اتصال مهمان یا آنالیت را بر عهده دارد که این به جانمایی لیگاند، ویژگی‌های هدف (شعاع یونی، اندازه مولکول، جذب، بار، سختی و تعدد هماهنگی و غیره) و ماهیت حلال (pH، قدرت یونی، قطبیت) بستگی دارد. حسگرهای شیمیایی معمولاً قادر به تعامل برگشت‌پذیر با گونه‌های هدف هستند که این پیش شرط لازم برای نظارت مستمر است.

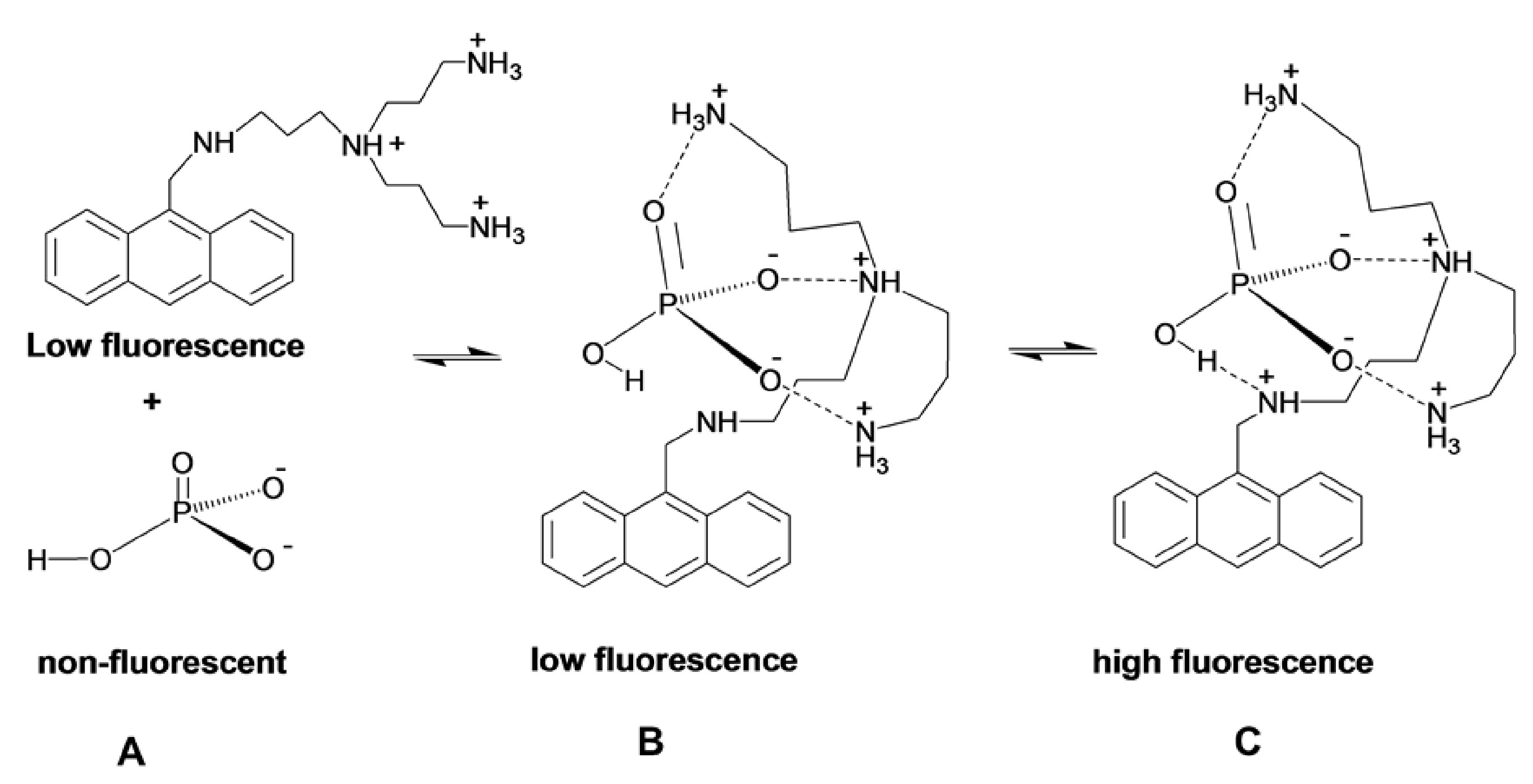
یکی از نخستین نمونه‌های یک حسگر شیمیایی فلورسنت، به منظور نظارت بر آنیون (فسفات) در یک محیط‌های آبی رقابتی تهیه شده‌است. حسگرهای شیمیایی در شکل آزاد خود یعنی A منتشر نشده‌اند اما به دنبال تشخیص فسفات توسط بخش گیرنده پلی آمین (از طریق ترکیب تعامل‌های اتصال الکترواستاتیک و هیدروژنی) یعنی B انتشار فلوئورسانس به تدریج تقویت می‌شود که این در نهایت منجر به شکل‌گیری ساختار C که یک شاختار رده بالای فلورسنت (میزبان: مهمان) می‌باشد، می‌شود.

روش‌های سیگنال دهی نوری (نظیر فلورسانس) حساس و گزینشی می‌باشند و پایه ای را برای پاسخ در زمان واقعی و مشاهده مقطعی فراهم می‌کنند. از آنجایی که حسگرهای شیمیایی هم برای هدف قرار دادن (به عنوان مثال تشخیص و اتصال گونه‌های خاص) طراحی شده‌اند و هم برای حساسیت نسبت به طیف‌های غلظتی گوناگون، می‌توان از آن‌ها در مشاهدهٔ رویدادهای زیستی واقعی در سطح سلولی استفاده کرد. از آنجایی که هر مولکول می‌تواند یک سیگنال یا بازخوانی را به همراه داشته باشد، که قابل اندازه‌گیری گزینشی است، حسگرهای شیمیایی اغلب غیر مهاجم نامیده می‌شوند و به همین دلیل توجه زیادی را به خود جلب کرده‌اند زیرا کاربردهای زیادی درون ماده بیولوژیک مانند سلول‌های زنده دارند. از جمله نمونه‌های زیاد حسگرهای شیمیایی که به منظور مشاهده عملکرد و خواص سلولی به کار رفته‌اند می‌توان به این موارد اشاره کرد:نظارت بر غلظت‌های جریان شار یون و انتقال‌های درون سلولی مانند Ca (II), Zn (II), Cu (II) و دیگر کاتیون‌های مهم فیزیولوژیکی و آنیون‌ها، و همچنین زیست مولکول‌ها.
یکی از اهداف مهم شیمی فرا مولکولی طراحی لیگاندهایی برای تشخیص گزینشی مهمان‌های مناسب نظیر کاتیون‌های فلزی و آنیون ها است. اصطلاح شیمی تجزیه فرا مولکولی اخیراً به منظور توصیف کاربرد حسگرهای مولکولی در شیمی تجزیه ابداع شده‌است. حسگرهای مولکولی کوچک با حسگرهای شیمیایی مرتبط هستند. با این حال، به شکل سنتی این گونه تصور می‌شود که آن‌ها مولکول‌های دارای ساختارهای ساده ای هستند که ننشانگر نیاز به شکل‌گیری مولکول‌های کی لیت برای ترکیب یون‌ها در شیمی تجزیه هستند. عملکرد حسگرهای زیستی نیز با حسگرهای شیمیایی مرتبط است، اما این‌ها کاربرد حسگرهای مصنوعی را واسطه گری نمی‌کنند.

## تاریخچه
در حالی که حسگرهای شیمیایی نخستین بار در دهه ۱۹۸۰ تعریف شده بودند، ولی اولین نمونه از یک حسگر شیمیایی فلورسنت را می‌توان در اسناد فریدریش گپپالزرودر یافت که در سال ۱۸۶۷شیوه ای را برای تشخیص یون آلومینیوم با استفاده از لیگاند یا کی لیت فلورسنت ابداع کرد. این کار و مطالعات بعدی سایر محققان، منجر به تولد شاخه ای از شیمی با عنوان شیمی تجزیه مدرن شد.
در دهه ۱۹۸۰، پیشرفت قابل ملاحظه ای در حسگری شیمیایی توسط آنتونی زارنیک، پراسانا د سیلوا و راجر تسین، اتفاق افتاد. این افراد انواع گوناگونی از ردیاب‌های تابناکی برای یون‌ها و مولکول‌ها در محلول‌ها و درون سلول‌های زیستی برای کاربرد در زمان واقعی را ابداع کرده‌اند. تسین بعدها به مطالعه و پیشرفت در این حوزه پژوهشی ادامه داد و به تحقیق در زمینه پروتئین‌های فلورسنت برای کاربرد در زیست‌شناسی، مانند پروتئین‌های فلورسنت سبز (GFP) پرداخت و برای این مطالعه او جایزه نوبل شیمی در سال ۲۰۰۸ را دریافت کرد. لینسوسا در اواخر دهه ۱۹۷۰بر روی شناسایی یون‌های فلز قلیایی مطالعه کرد که این مطالعه احتمالاً منجر به یکی از نخستین نمونه‌های کاربرد شیمی فرا مولکولی در طراحی حسگری فلورسنت شد. و البته مطالعه لهن، بواس لارنت و همکارانشان در دانشگاه بوردکس فرانسه نیز ذز این زمینه تأثیر گذار بوده‌است. فابریتزی نیز در خصوص ابداع حسگری PET یون‌های فلز گذار مؤثر بوده‌است.
در حسگری شیمیایی امروزه کاربرد فلوروفور متصل به گیرنده از راه فضاگیر کووالانس را گیرنده-فلوروفور-فضاگیر می‌نامند. در چنین سیستم‌هایی، رویداد حسگری معمولاً این گونه تعریف می‌شود که پدیده حسگری ناشی از تغییراتی در ویژگی‌های فیزیکی-نوری سیستم‌های حسگری شیمیایی در نتیجه کی لیت القایی تقویت شده فلوئورسانس (CHEF) و مکانیزم‌های  انتقال الکترون القای نوری (PET) می‌باشد. در اصل این دو مکانیسم بر پایه یک ایده واحد استوار هستند و آن این است که مسیر ارتباطی به شکل انتقال الکترون از طریق فضا از گیرنده‌های سرشار از الکترون به فلئوقورهای دارای کمبود الکترونی (از طریق فضا) می‌باشد. این منجر به فرونشانی فلورسانس (انتقال الکترون فعال) می‌شود و در غیاب آنالیت‌ها، انتشار حسگر شیمیایی برای هر دو مکانیزم خاموش می‌شود. با این حال، پس از تشکیل یک ارتباط پیچیده مهمان-میزبان بین آنالیت و گیرنده، مسیر ارتباطی شکسته می‌شود و انتشار فلورسانس از فلوروفورها تقویت شده یا «فعال» می‌شود. به عبارت دیگر، شدت فلورسانس و عملکرد کوانتومی به وسیله شناسایی آنالیت افزایش می‌یابد.

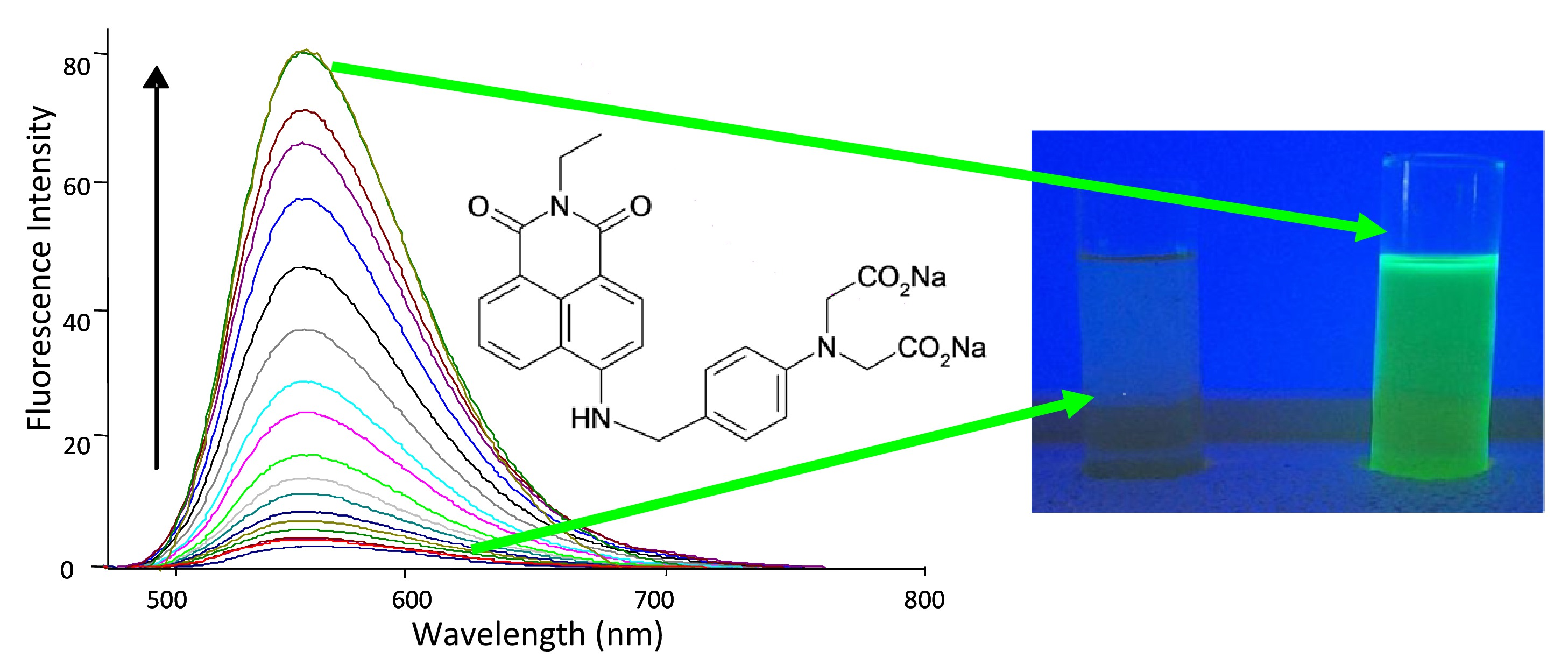
سمت چپ: نمونه ای از تغییرات طیف انتشار فلوئورسانس یک حسگر شیمیایی برای روی که در آن انتشار در نتیجه تشخیص یون روی در محلول بافر تقویت یا «فعال» می‌شود. سمت راست: تغییرات زیر یک لامپ UV که نشان دهنده تفاوت قابل ملاحظه در انتشار تابناکی در نتیجه افزودن Zn (II) می‌باشد: دریچه سمت چپ در غیاب (حسگر شیمیایی آزاد) دریچه سمت راست در حضور Zn (II).

فلوئوفورها و گیرنده همچنین می‌تواند در حسگر شیمیایی ادغام شوند. این منجر به تغییراتی در طول موج انتشار می‌شود که اغلب باعث تغییر رنگ می‌گردد. وقتی که پدیده حسگری باعث تشکیل یک سیگنال می‌شود، به گونه ای که برای چشم غیر مسلح قابل رویت باشد، به چنین حسگرهایی به‌طور معمول رنگ سنج گفته می‌شود. نمونه‌های زیادی از حسگرهای شیمیایی رنگ سنج برای یون‌هایی نظیر فلوراید ارائه شده‌است. شاخص pH می‌تواند به عنوان یک حسگر شیمیایی رنگ سنج برای پروتون‌ها مورد ملاحظه قرار گیرد. چنین حسگرهایی برای دیگر کاتیون‌ها و نیز آنیون‌ها و مولکول‌های آلی و زیستی بزرگ‌تر مانند پروتئین‌ها و کربوهیدرات‌ها مطرح شده‌اند.

## اصول طراحی
حسگرهای شیمیایی مولکول‌هایی در اندازه نانو هستند و برای کاربرد در بافت زنده به کار می‌روند زیرا غیر سمی هستند. یک حسگر شیمیایی باید بتواند یک سیگنال قابل اندازه‌گیری را در پاسخ مستقیم به تشخیص آنالیت ارائه دهد. از این رو، پاسخ سیگنال به‌طور مستقیم به بزرگی پدیده حسگری (و به نوبه خود غلظت آنالیت) بستگی دارد. در این حال بخش فرستنده سیگنال به عنوان یک مبدل سیگنال عمل می‌کند و پدیده تشخیص را به یک پاسخ نوری تبدیل می‌کند. بخش تشخیص مسئولیت ساختن آنالیت به شیوه ای گزینشی و برگشت‌پذیر را بر عهده دارد. در مواردی که شبکه‌های اتصال «واکنش‌های شیمیایی برگشت‌ناپذیر» باشند، شاخص‌ها با نام تشعشع سنج‌های شیمیایی فلورسنت یا ردیاب‌های فلورسنت توصیف می‌شوند.
جهت فعال شدن حسگر لازم است که راه ارتباطی فعالی میان دو بخش برقرار باشد. در حسگرهای شیمیایی رنگ سنج، این راه ارتباطی معمولاً از طریق یکپارچه شدن ساختاری گیرنده و مبدل برقرار می‌شود. در حسگری شیمیایی فلورسنت-تابناکی، این دو بخش از طریق یک فضاگیر کووالان به یکدیگر متصل می‌شوند یا از یکدیگر فاصله می‌گیرند. راه ارتباطی از طریق انتقال الکترونی یا انتقال انرژی برای این حسگرهای شیمیایی فلورسنت برقرار می‌شود. کارایی تشخیص میزبان-مهمان میان گیرنده و آنالیت بستگی به عوامل متعددی دارد، شامل طراحی بخش گیرنده، که هدف آن تطابق با ماهیت ساختاری آنالیت هدف و نیز ماهیت محیطی است که پدیده حسگری در آن اتفاق می‌افتد (مانند نوع رسانه، یعنی خون، بزاق، ادرار و غیره در نمونه‌های زیستی). شکل بسط یافتهٔ این رویکرد پیدایش مین‌های مولکولی است که ردیاب‌های هیبریداسیون نوکلئوتید الیگومری مبتنی بر سیگنال دهی فلورسانس هستند که در آن‌ها پدیده تشخیص یا حسگری از طریق تقویت یا تضعیف تابناکی با استفاده از مکانیزم انتقال انرژی رزونانس فورستر (FRET) صورت می‌گیرد.

## حسگری شیمیایی فلئورسنت
همه حسگرهای شیمیایی به گونه ای طراحی شده‌اند که در بردارنده دو بخش سیگنال دهی و تشخیص باشند. این دو بخش یا مستقیماً یکپارچه شده‌اند یا با کمک یک فضاگیر کووالان کوتاه به یکدیگر متصل شده‌اند که این بستگی به مکانسیم درگیر در پدیده سیگنال دهی ذارد. حسگر شیمیایی می‌تواند مبتنی بر خود سامانی حسگر و آنالیت باشد. نمونه ای از این طراحی عبارت است از تحلیل جا به جایی (شاخص) IDA. حسگر IDA برای آنیون‌هایی نظیر یون‌های سیترات یا فسفات طراحی شده‌است که در آن این یون‌ها می‌توانند جایگزین شاخص فلوئورسنت در یک ترکیب شاخص-میزبان شود. تراشه طعم به اصطلاح UT (دانشگاه تگزاس) یک نمونه اولیه از زبان الکترونیکی است و شیمی فرا مولکولی را با ابزارهایی با اطلاعات چرخان مبتنی بر تراشه‌های سیلیکونی و مولکول‌های گیرنده ایمن ترکیب می‌کند.
بیشتر نمونه‌های حسگرهای شیمیایی برای یون‌ها نظیر یون‌های فلزی قلیایی (Li +, Na +, K+ و غیره) و یونهای فلزی قلیایی خاکی (Mg2 +، Ca2 +، و غیره) به گونه ای طراحی شده‌اند که حالت برانگیختگی جزء فلوروفور حسگر شیمیایی توسط یک مبدل الکترونی خاموش می‌شود و این در حالی است که حسگر با این یون‌ها ترکیب نشده‌است. به این ترتیب هیچ انتشاری مشاهده نمی‌شود و گاهی این گونه گفته می‌شود که حسگر «خاموش» شده‌است. با ترکیب حسگر با یک کاتیون، شرایط انتقال الکترونی تغییر می‌کند، به گونه ای که فرایند خاموش سازی متوقف می‌گردد و انتشار فلورسنس «روشن» شود. احتمال PET تحت کنترل انرژی آزاد کلی سیستم (انرژی آزاد Gibbs ΔG) می‌باشد. نیروی محرکه PET توسط ΔGET بازنمایی می‌شود و تغییرات کلی در انرژی آزاد برای انتقال الکترونی را می‌توان با استفاده از معادله Rehm-Weller برآورد کرد. انتقال الکترونی عبارت است از فاصله ای که به طول فضاگیر بستگی دارد و با افزایش طول فضاگیر کاهش می‌یابد. خاموش سازی توسط انتقال الکترونی میان گونه‌های شارژ نشده منجر به شکل‌گیری یک جفت یون رادیکال می‌شود. این گاهی انتقال الکترونی اولیه نام گذاری می‌شود. انتقال الکترونی محتمل که بعد از PET اتفاق می‌افتد، «انتقال الکترونی ثانویه» نام گذاری می‌شود. خاموش سازی تقویت کی لیت (CHEQ) اثر وارونه ای است که برای CHEF دیده می‌شود. در CHEQ، در انتشار فلئورسنت حسگر شیمیایی در مقایسه با آنچه که در ابتدا برای شکل‌گیری حسگر آزاد میزبان-میهمان دیده می‌شود، کاهشی مشاهده می‌شود. از آنجایی که که انتقال الکترونی هدایت شده و جهت دار می‌باشد، چنین سیستم‌هایی با کمک اصل PET نیز توصیف می‌شوند، به این معنی که آن‌ها نوعی تقویت در PET از گیرنده به فلوروفور با تقویت میزان خاموش سازی می‌باشند. چنین تأثیری برای حسگری آنیون‌هایی مانند کربوکسیلات‌ها و فلورایدها به نمایش گذاشته شده‌است.
شمار زیادی از نمونه‌های حسگرهای شیمیایی توسط دانشمندان علوم فیزیکی، زندگی و علوم زیستی ارائه شده‌است. حسگرهای شیمیایی به دلیل برخوردداری از فعال سازی انتشار فلئورسنس ناشی از پدیده تشخیص، قابل مقایسه با «برج مراقبت‌های شبانه» هستند. از آن جایی که این فرایند برگشت‌پذیر می‌باشد، تقویت انتشار به غلظت وابسته است، یعنی تنها در غلظت‌های بالا (گیرنده کاملاً متصل) اشباع می‌شود؛ بنابراین، می‌توان میان تابناکی (شدت، بهره کوانتوم و در بعضی موارد طول عمر) و غلظت آنالیت همبستگی ایجاد کرد. از طریق طراحی دقیق و ارزشیابی ماهیت راه ارتباطی، حسگرهای مشابهی بر مبنای کاربرد کلید «روشن-خاموش» یا «روشن-خاموش-روشن» یا «خاموش-روشن-خاموش» طراحی شده‌اند. همچنین الحاق حسگرهای شیمیایی به سطوحی نظیر نقاط کوانتومی، نانوذرات، یا پلیمرها، از حوزه‌های پژوهشی در حال رشد می‌باشند. نمونه‌های دیگری از حسگرهای شیمیایی که بر پایه اصل فعال سازی یا غیرفعال سازی انتشار فلورسنت کار می‌کنند عبارتند از: انتقال انرژی رزونانسی فورستر (FRET)، مبادله شارژ داخلی (ICT)، مبادله شارژ داخلی پیچشی (TICT)، انتشار مبتنی بر فلز (مانند تابناکی لانتانید)، انتشار اگزایمر و اکسیپلکس و انتشار انبوهش القایی (AIE). حسگرهای شیمیایی یکی از اولین نمونه‌های مولکولی بودند که از طریق کاربرد محرکات خارجی به حالت‌های روشن و خاموش منجر می‌شدند و به این ترتیب می‌توانند تحت عنوان دستگاه مولکولی مصنوعی طبقه‌بندی شوند. این دستگاه در سال ۲۰۱۶ منجر به جایزه نوبل شیمی به Jean-Pierre Sauvage Fraser Stoddart و Bernard L. Feringa شد.
کاربرد این اصول طراحی مشابه که در حسگری شیمیایی مورد استفاده قرار می‌گیرد، همچنین راه را برای رشد و تکامل حالت‌های دریچه‌های منطقی مولکولی (MLGM), هموار کرد که این نظریه نخستین بار توسط سیلوا و همکارانش در سال ۱۹۹۳ با استفاده از PET و بر مبنای حسگرهای شیمیایی فلوئورسنت ارائه شد. مولکول‌ها به گونه ای ساخته شده‌اند که منطبق با جبر بولی عمل کنند که در آن یک عملکرد منطقی بر مبنای یک یا چند ورودی فیزیکی یا شیمیایی صورت می‌پذیرد. این حوزه توسعه بسیاری یافته‌است: از سیستم‌های منطقی ساده مبتنی بر یک ورودی شیمیایی واحد تا مولکول‌هایی که قادر به انجام عملیات پیچیده و زنجیره ای هستند.

## کاربرد حسگرهای شیمیایی

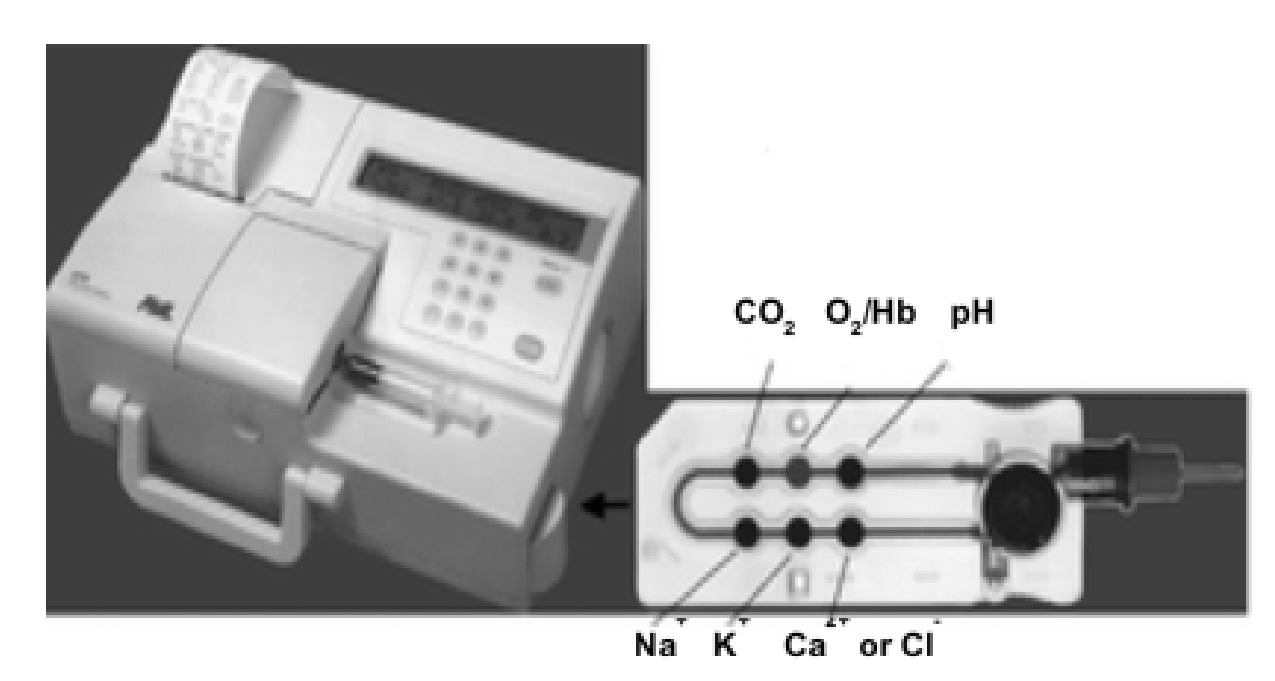
تحلیل گر مراقبت حیاتی POTI به منظور حسگری مولکول‌ها و یون‌های گوناگونی طراحی شده‌است که برای تحلیل مراقبت نمونه‌های خونی حائز اهمیت می‌باشند. این نوع تحلیل گر کننده در آمبولانس‌ها و بیمارستان‌های سراسر دنیا مورد استفاده قرار می‌گیرد. این سیستم برپایه نظارت بر تغییرات حسگرهای شیمیایی گوناگون از طریق تعدیل در خواص فلورسانس آن‌ها پی ریزی شده‌است.

حسگرهای شیمیایی از طریق کارکردکرایی سطح بر روی ذرات و دانه‌هایی نظیر نانوذرات مبتنی بر فلز، نقاط کوانتومی، ذرات می‌تنی بر کربن و در مواد نرم نظیر پلیمرها به کار گرفته شده‌اند و این منجر به تسهیل کاربردهای گوناگون آن‌ها می‌شود.
گیرنده‌های دیگری هستند که به یک مولکول خاص حساس نمی‌باشند ولی به یک دسته مرکب مولکولی حساسیت نشان می‌دهند و این حسگرهای شیمیایی در حسگرهای مبتنی بر آرایه (یا ریز آرایه) مورد استفاده قرار می‌گیرند. حسگرهای آرایه محور از اتصال آنالیت با گیرنده‌های دیفرانسیل بهره می‌گیرند. به عنوان نمونه می‌توان به تحلیل گروهی اسیدتانیک‌های متعدد که در ویسکی اسکاچ جا افتاده در بشکه‌های بلوط انباشته می‌شوند اشاره کرد. نتایج گروه‌بندی نشانگر همبستگی با جا افتادگی بود ولی اجزاء انفرادی این همبستگی را نشان ندادند. گیرنده مشابهی را می‌توان برای تحلیل تارتات‌های درون شراب به کار برد.
کاربرد حسگرهای شیمیایی در تصویربرداری سلولی به‌طور خاص امیدوار کننده است چرا که اکثر فرایندهای زیستی با کمک فناوری‌های تصویربرداری مانند فلورسانس هم کانون و میکروسکوپ با قدرت تفکیک بالا نظارت می‌شود.

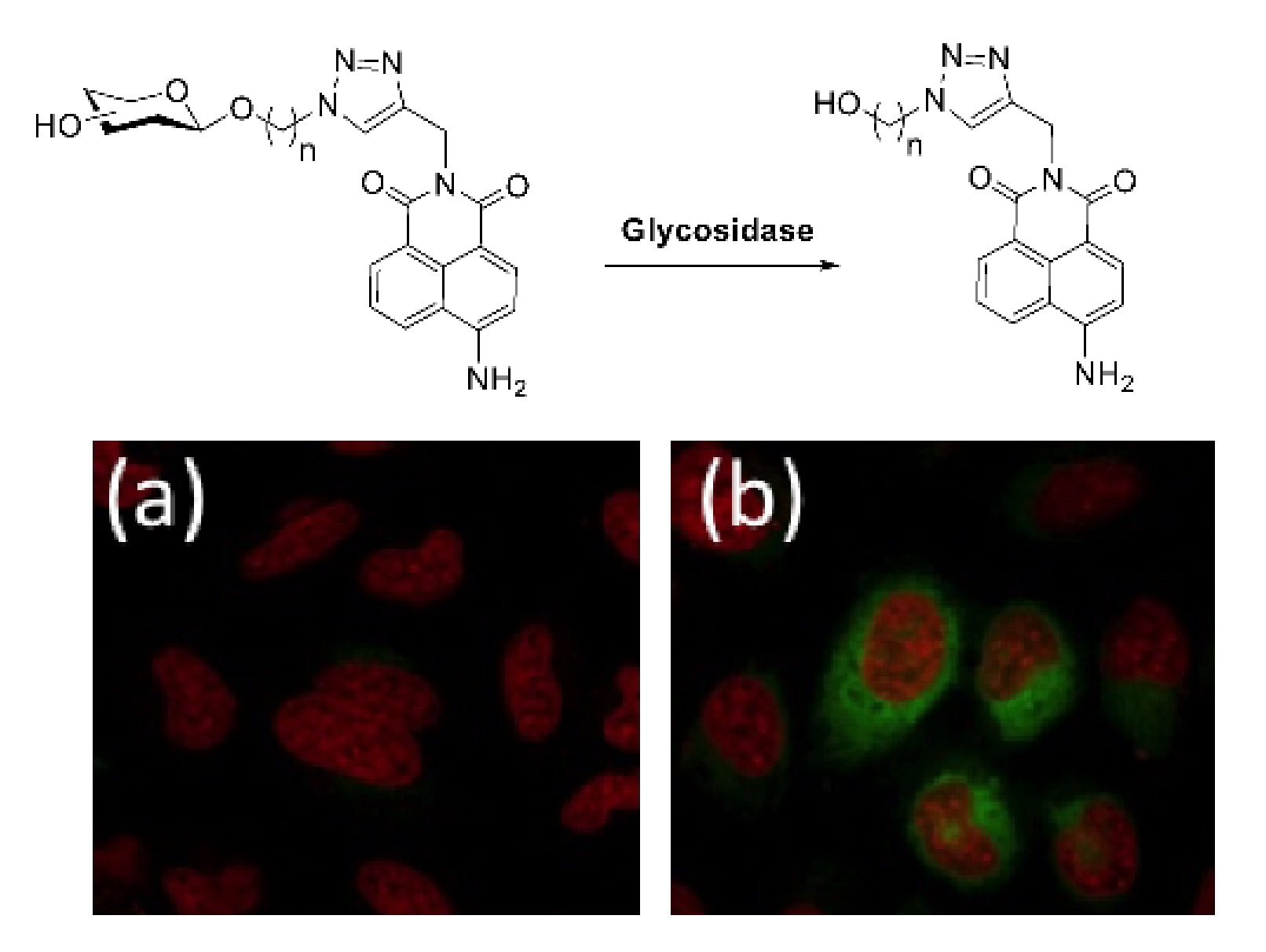
حسگر شیمیایی فلوئورسانس ردیابی نظارت فعالیت آنزیمی با استفاده از میکروسکوپ فلوئورسانس هم کانون. الف) ردیاب تابناک نیست و به داخل سلول‌ها منتقل نشده‌است. ب) واحد قند توسط یک گلیکوزیداز که آن را شکافته و حسگر شیمیایی را در داخل سلولها آزاد می‌کند تشخیص داده می‌شود.

ساکسیتوکسین مرکب نوعی نوروتوکسین است که در سلاح شیمیایی و صدف یافت می‌شود. یک حسگر تجربی برای این ترکیب نیز بر مینایPET پی ریزی شده‌است. تعامل ساکسیتوکسین با بخش اتر تاج حسگر باعث از بین رفتن فرایند PET بر فلوروفور و فلورسانس می‌شود و آن را از حالت خاموش به حالت روشن درمی‌آورد. بخش غیرعادی بور باعث می‌شود که فلورسانس در بخش نور مرئی طیف الکترومغناطیسی به وقوع بپیوندد.